# Compilatiefilm
Een compilatiefilm is een film die grotendeels bestaat uit archiefmateriaal dat al eens eerder werd uitgebracht, maar in een nieuwe volgorde is gemonteerd.
Het beeldmateriaal kan gecombineerd wordt met nieuw bindcommentaar en nieuwe filmbeelden, maar het merendeel van een compilatiefilm is altijd archiefmateriaal dat in andere films al eens eerder gebruikt is. Soms kan het ook gaan om ouder materiaal dat opnieuw werd opgenomen aan een hoger budget.
De kwaliteit van deze films is wisselvallig. Soms worden de archiefbeelden simpelweg aan elkaar geregen, zonder er iets nieuws aan toe te voegen. Vanwege de speelduurlimiet worden sommige beelden weleens ingekort of aangevuld met korte, nieuwe scènes in een poging alles naadloos in elkaar over te laten vloeien. Deze overgangen zijn niet altijd even geslaagd.

## Propaganda
De eerste compilatiefilms waren propagandafilms. Een bekend voorbeeld is de nazipropagandafilm Der ewige Jude (1940), waarbij slechts een klein deel uit nieuw beeldmateriaal bestond, met name de scènes met joden in een Pools ghetto en de geanimeerde kaarten. Het leeuwendeel van de film werd verder ingenomen door oude nieuwsbeelden van Albert Einstein, Anna Stern, Rosa Luxemburg en Adolf Hitler en fragmenten uit speelfilms met en door Charlie Chaplin, Ernst Lubitsch en Fritz Lang. Ook in Groot-Brittannië en de VS werden propagandafilms gemaakt die zich via archiefbeelden een documentaire-imago wilden aanmeten.

## Documentairefilms
Veel documentairefilms (maar niet allemaal) duiden hun informatie a.d.h.v. archiefmateriaal.

## Compilatiefilms gebaseerd op populaire film- en/of televisiereeksen
In de jaren voor de videotheek brachten filmmaatschappijen weleens compilatiefilms uit waarin ze bijvoorbeeld de beste afleveringen uit een filmreeks achter elkaar zetten en opnieuw presenteerden. Een van de vroegste voorbeelden waren de zogenaamde "package films", die Walt Disney tijdens de jaren 30 en 40 maakte rond zijn populairste animatiekortfilms.
Ook filmseries die tijdens de matinee werden vertoond: de zogenaamd "film serials" (Flash Gordon, The Perils of Pauline, Nick Carter, Ace Drummond, Les Vampires, Buck Rogers, Jungle Jim, The Phantom, ...) werden jaren later weleens opnieuw gemonteerd tot één lange speelfilm. Tegenwoordig zijn de meesten ook enkel in deze vorm beschikbaar. Een bekend voorbeeld is The Phantom Creeps (1939). 
Tijdens de jaren 50, 60 en 70 kwamen er geregeld compilatiefilms uit die bijvoorbeeld oude slapstickfilms uit de stommefilmperiode in één film bij elkaar brachten. Gezien het grote publiek in die tijd geen andere manier had om deze oude films (opnieuw) te zien trokken deze vertoningen steevast volle zalen.
Toen in de jaren 50 televisie populair werd bracht men ook wel eens films uit die simpelweg alle afleveringen van een tv-serie aan elkaar monteerden als een doorlopend verhaal. Zelfs mensen die de reeks al in episodes op tv hadden gezien kochten met plezier een bioscoopticket om alles nog eens in één zitbeurt opnieuw te zien. Een bekend voorbeeld is de tv-serie Davy Crockett (1955) die uit slechts vier afleveringen bestond, maar vanwege het grote succes gehermonteerd werd tot de speelfilm Davy Crockett and the River Pirates (1956).
Naarmate televisie steeds vaker allerlei oude films en televisieseries opnieuw begon uit te zenden werden compilatiefilms ook minder populair. Films die grotendeels uit ouder beeldmateriaal bestonden, zoals Godzilla's Revenge (1969) en Trail of the Pink Panther (1982) voelden voor het publiek nu eerder aan alsof ze bekocht werden, omdat ze de meeste scènes al eens eerder gezien hadden. Ook de opkomst van video en dvd, waarbij alle seizoenen of afleveringen van een reeks integraal kunnen verzameld worden heeft de noodzaak voor compilatiefilms weggehaald.

## Muzikale compilatiefilms
Een andere populaire vorm is de muzikale compilatiefilm, waarbij fragmenten uit musicals, concerten of videoclips bij elkaar worden gebracht. Meestal betreft het muziek van één bepaalde artiest of uit één specifiek genre. Een bekend voorbeeld zijn de films That's Entertainment! (1974), That's Entertainment! II (1974) en That's Entertainment! III (1994), allen documentaires over Hollywoodmusicals, waarbij de duiding geregeld onderbroken wordt om muzikale scènes uit deze films integraal te tonen. Een ander voorbeeld is de film Moonwalker (1988) met popzanger Michael Jackson die voornamelijk uit oudere videoclips en concertbeelden van de zanger bestaat en waarrond een verhaal is verzonnen.

## Compilatiefilms met nieuw materiaal
Een speciale vorm van compilatiefilms zijn films waarbij oud materiaal simpelweg opnieuw is gefilmd, maar aan een hoger budget. Een bekend voorbeeld is de allereerste Monty Python-film And Now for Something Completely Different (1973), die grotendeels de populairste sketches uit de eerste twee seizoenen van de gelijknamige televisieserie Monty Python's Flying Circus compileert, maar waarbij de acteurs alles opnieuw hebben uitgeacteerd met meer geld en aandacht voor locatie, kledij, voorwerpen, ...

## Verschil met een anthologiefilm
Een anthologiefilm lijkt stilistisch op een compilatiefilm en sommige anthologiefilms zijn ook compilatiefilms, maar zeker niet allemaal. Wat een anthologiefilm van een compilatiefilm onderscheidt is het feit dat een compilatiefilm per definitie oudere, reeds bekende beeldfragmenten bevat, terwijl de korte segmenten in een anthologiefilm juist nieuw zijn.